# 1999 XW
1999 XW är en asteroid i huvudbältet som upptäcktes 2 december 1999 av den japanska astronomen Takao Kobayashi vid Ōizumi-observatoriet.
Asteroiden har en diameter på ungefär 16 kilometer.